# تودورووکا (استان اوپوله)
تودورووکا (به لهستانی: Teodorówka) یک منطقهٔ مسکونی در لهستان است که در گمینا رودنگکی واقع شده‌است. تودورووکا ۵۳ نفر جمعیت دارد.